# مفوضية الانتخابات (المملكة المتحدة)
في المملكة المتحدة ، مفوضية الانتخابات هي لجنة الانتخابات الوطنية، التي تم إنشاؤها في عام 2001 نتيجة لقانون الأحزاب السياسية والانتخابات والاستفتاءات لعام 2000. وهي وكالة مستقلة تنظم تمويل الأحزاب والانتخابات وتضع معايير لكيفية إجراء الانتخابات.  

## تاريخ الإنشاء
تم إنشاء مفوضية الانتخابات بناء على توصية في التقرير الخامس للجنة معايير الحياة العامة.
تم تحديد ولاية المفوضية في قانون الأحزاب السياسية والانتخابات والاستفتاءات لعام 2000 (PPERA) ، وتتراوح من تنظيم التبرعات السياسية والإنفاق من قبل الأحزاب السياسية والجهات الأخرى، إلى تعزيز مشاركة أكبر في العملية الانتخابية.  يتطلب قانون إدارة الانتخابات لعام 2006 من السلطات المحلية مراجعة جميع مراكز الاقتراع، وتقديم تقرير عن المراجعات إلى مفوضية الانتخابات.
منح قانون الأحزاب السياسية والانتخابات لعام 2009 مفوضية الانتخابات مجموعة متنوعة من السلطات الإشرافية والتحقيقية الجديدة.  وهو يسد ثغرات كبيرة في السلطات الحالية للمفوضية، كما يوفر القانون مجموعة جديدة من العقوبات المدنية المرنة، سواء المالية أو غير المالية المقترحة حاليًا لتمديدها لتشمل الموظفين الخاضعين للتنظيم وكذلك الأحزاب السياسية.
كما سمح القانون بإدخال التسجيل الانتخابي الفردي في بريطانيا العظمى وأجرى تغييرات في هيكل مفوضية الانتخابات، بما في ذلك السماح بتعيين أربعة مفوضين انتخابيين جدد يتم ترشيحهم من قبل الأحزاب السياسية.
كان هناك جدل واسع النطاق حول الانتخابات العامة في المملكة المتحدة لعام 2010 ، بما في ذلك مزاعم بالتزوير في التصويت عبر البريد ، وعدم استعداد مراكز الاقتراع لزيادة عدد الناخبين المسائي ، ومراقبة الناخبين المحتجين في مركز اقتراع واحد ، وبطاقات اقتراع كافية فقط لـ 80٪ من الناخبين.  كما تعرضت لجنة الانتخابات لانتقادات بسبب طريقة تعاملها مع الانتخابات.

## المسؤوليات والأهداف

### نزاهة وشفافية تمويل انتخابات الأحزاب
بصفتها الجهة المنظمة لتمويل الأحزاب السياسية في المملكة المتحدة، يتمثل دور المفوضية في ضمان نزاهة وشفافية تمويل الأحزاب والانتخابات.
يجب على الأحزاب السياسية تقديم كشوف حسابات سنوية، تبين بالتفصيل الدخل والنفقات، إلى مفوضية الانتخابات.  تنشر الهيئة هذه على موقعها على الإنترنت.  يتعين على الأحزاب السياسية والجهات المنظمة تقديم تقارير عن جميع التبرعات التي يتلقونها إلى المفوضية.  وتحتفظ الهيئة بسجل متاح للجمهور وقابل للبحث عن هذه التبرعات على موقعها الإلكتروني.
في الانتخابات العامة لبرلمان المملكة المتحدة وبرلمان الاتحاد الأوروبي والبرلمان الإسكتلندي والجمعية الويلزية وجمعية أيرلندا الشمالية، يتعين على الأحزاب السياسية تقديم عوائد إنفاق الحملة إلى اللجنة الانتخابية.
يجوز للمفوضية فرض عقوبات مالية مدنية على الأحزاب السياسية ووحداتها المحاسبية إذا لم تقدم إقرارات التبرعات والقروض أو عائد الإنفاق الانتخابي أو الكشوف الحسابية.  كما تتمتع المفوضية بصلاحية المطالبة بمصادرة التبرعات غير المسموح بها التي تقبلها الأحزاب السياسية.

### تسجيل الأحزاب السياسية
تسجل المفوضية الأحزاب السياسية وتنظم امتثالها.  تحتفظ المفوضية بسجلات الأحزاب السياسية في بريطانيا العظمى وأيرلندا الشمالية.

### السجلات الانتخابية وعملية التسجيل الانتخابي
تصدر اللجنة التوجيهات وتقدم المشورة بشأن التسجيل الانتخابي لموظفي التسجيل الانتخابيين في بريطانيا العظمى.  نشرت اللجنة معايير الأداء للتسجيل الانتخابي في بريطانيا العظمى.  يُطلب من مسؤولي التسجيل الانتخابي الإبلاغ وفقًا لهذه المعايير وستقوم المفوضية بإتاحة هذه المعلومات للجمهور.
كجزء من هذا العمل، تدير اللجنة سلسلة من حملات التوعية العامة قبل الانتخابات وعلى مدار العام لتشجيع الناس على التسجيل للتصويت.  يركز هذا على الجماهير التي تشير الأبحاث إلى أنها أقل احتمالية للتواجد في السجل الانتخابي، بما في ذلك المنقولون حديثًا عن منازلهم والطلاب والمواطنون البريطانيون الذين يعيشون في الخارج.

### انتخابات واستفتاءات جيدة الإدارة
تصدر المفوضية التوجيهات وتقدم المشورة بشأن الإدارة الانتخابية للموظفين العائدين ومديري الانتخابات في بريطانيا العظمى.  وضعت المفوضية معايير أداء للضباط العائدين وضباط عد الاستفتاءات في بريطانيا العظمى.  لا تنطبق هذه المعايير على انتخابات الحكومة المحلية في اسكتلندا لأنها مسألة مفوضة.  يقع على عاتق المفوضية واجب قانوني بإصدار تقارير حول إدارة بعض الانتخابات (على سبيل المثال الانتخابات البرلمانية العامة في المملكة المتحدة) وقد يُطلب منها الإبلاغ عن أنواع أخرى من الانتخابات (مثل انتخابات الحكومة المحلية).

### توزيع مقاعد الاتحاد الأوروبي
كانت اللجنة الانتخابية مسؤولة عن التوصية بالمناطق التي تم تخصيص عدد المقاعد الـ 73 التي شغلتها المملكة المتحدة في البرلمان الأوروبي.  غادرت المملكة المتحدة الاتحاد الأوروبي في 31 يناير 2020.

### مسؤوليات الاستفتاء
لدى مفوضية الانتخابات عدد من المسؤوليات فيما يتعلق بالاستفتاءات.  وتشمل هذه:
- التعليق على صياغة سؤال الاستفتاء (الحكومة مسؤولة عن اقتراح الصياغة)
- تسجيل الناخبين
- تعيين منظمات الحملة الرائدة وتقديم المنح
- مراقبة حدود نفقات الاستفتاء والتبرعات
- التصديق وإعلان النتائج.
- كما هو الحال مع الأحداث الانتخابية الأخرى، يقع على عاتق مفوضية الانتخابات واجب قانوني لإعداد ونشر تقرير عن إدارة الاستفتاء ذي الصلة وتقديم التوجيه والمشورة للمسؤولين والناخبين.
- سيتم أيضًا تعيين رئيس اللجنة، أو أي شخص معين من قبل الرئيس، كرئيس للعد.

اعتبارًا من عام 2017، أشرفت مفوضية الانتخابات على إجراء استفتاءين على مستوى المملكة المتحدة.  الأول كان استفتاء عام 2011، والثاني والأبرز كان استفتاء الاتحاد الأوروبي لعام 2016.  وفي كلتا المناسبتين، قامت رئيسة اللجنة الانتخابية آنذاك جيني واتسون بدور كبير موظفي العد المعين.  أشرفت اللجنة أيضًا على استفتاء تفويض السلطة في شمال شرق إنجلترا لعام 2004، واستفتاء تفويض السلطة الويلزية لعام 2011 وأيضًا استفتاء الاستقلال الإسكتلندي لعام 2014.  وليس للجنة أي موقف قانوني في التشريع المتعلق بالاستفتاءات المقترحة من قبل الإدارات الاسكتلندية والويلزية المفوضة.